# Velhorst
Velhorst is een landgoed en natuurgebied met daarop landhuis 'De Velhorst' in de gemeente Lochem, in de Nederlandse provincie Gelderland. Het goed omvat verder vijf pachtboerderijen en heeft een totale oppervlakte van 318 ha. Tweeëntwintig verschillende elementen op het landgoed, waaronder het huis en de parkaanleg, zijn ingeschreven in het register van rijksmonumenten. Sinds 1972 is het eigendom van Natuurmonumenten.

## Geschiedenis
In 1105 wordt voor het eerst een Wenzo van Vrollehorst in een oorkonde genoemd; hij wordt daarin genoemd als getuige en was vermoedelijk verbonden aan het in Lochem gelegen goed dat zou bestaan hebben uit een hof met bijbehorende hoeve. De bewoners van die hoeve noemden zich in de 14e en 15e eeuw naar dat bezit: Van Verlehorst. In 1313 was het in bezit van een lid van de familie Van Putten. In de 17e eeuw kwam het in bezit van Diederik van de Wall die er het huidige landhuis liet bouwen dat in 1741 en 1819 nog werd uitgebreid tot de nu nog bestaande toestand.

### Eigendomsgeschiedenis
Vervolgens kwam Velhorst in 1712/1714 in het bezit van de familie Op ten Noort, in 1735 van Petronella Cunira op ten Noort (1706-1772) wier vader Johan het in 1712/1714 had gekocht en die in 1728 trouwde met mr. Ernst van Löben Sels, heer van Spaensweerd (1709-1777); vervolgens vererfde het huis steeds op leden van de familie Van Löben Sels. Na het overlijden van de weduwe van mr. Maurits Dirk van Löben Sels (1729-1804), Jaqueline Cornelia van der Muelen (1740-1817), kwamen de Velhorster goederen aan hun zoon mr. Jan Carel Jacob van Löben Sels (1775-1850) die op het huis overleed. Daarna ging het over in de handen van zijn dochter Isabella Sophia van Löben Sels (1804-1890), getrouwd met J.A.A.C. ridder van Rappard (1796-1883), lid van de familie Van Rappard; in 1826 werd hun tweede kind daar geboren: generaal-majoor Louis ridder van Rappard (1826-1902). De weduwe Van Rappard-van Löben Sels overleed in 1890 op het huis.
De oudste dochter van het echtpaar Van Rappard-van Löben Sels, jkvr. Johanna Benjamina van Rappard (1825-1893), trouwde in 1848 met jhr. mr. Jan Louis Anne Martens (1823-1909), lid van de gemeenteraad van Utrecht en heemraad, en via haar kwam het huis in het bezit van de familie Martens. Hun kleinzoon, jhr. mr. Anthony Henrik Martens (1880-1952), rijksarchivaris, was bewoner van Huis Velhorst en overleed er in 1952. De laatste eigenaar van Velhorst was de laatste telg van het geslacht Martens, jhr. J.C. Martens (1889-1972), die het huis naliet aan de Vereniging tot Behoud van Natuurmonumenten in Nederland.
Aalst · Aardenburg · Acquoy · Aerdt · Agistaldaburg · Ahof · Aldenhaag · Aller · Ambe · Ammersoyen · Ampsen · Andelst · Angeroyen · Appelburg · Appelse walburg · Appeltern · Arler · Baak · Babberich · Baer · Baerle · Bakerbosch · Balgoij · Barlham · Batenburg · Beek · Beerenclaauw · Bemmel · Bevervoorde · Bergh · Biljoen · Bingerden · Blankenborg (Laren) · Blankenborg · Blauwe Huis · Blokhuis (Ravenswaaij) · Boelenham · Boetselaersborg · Borculo · Boswaai · Brakel · Den Brakel · Den Bramel · Bredevoort · Broekhuizen · Bronkhorst · Bruchem · Bruinhorst · Brunsberg · Bulkestein · Bunswaard · Burcht van Tiel · Buren · De Buurse · Byland · Byvanck · Caetshage · Camphuysen · De Cannenburch · de Cloese · Coldenhove · Culemborg · Dedinckweerd · Delwijnen · Didam · Diepenbroek · Hof te Dieren · Huis Dijck · Dikke Tinne · Doddendaal · Dodewaard · Doornenburg · Doornik · Doorwerth · Dooyenburg · Dorth · Doseburg · Drakenburg · Dreumel · Druten · Duivelshuis · Eerbeek · De Ehze · Elburg · Eldrik · Emmerik · Engelenburg · Groot Engelenburg · Engelrode · Enghuizen · Enspijk · De Essenburgh · Essenpas · Est · Fokkinck · Gameren · Geerestein · Geldermalsen · De Gelderse Toren · Geldersweerd · Gellicum · Gendt · Gennepestein · Glindhorst · Goudenstein · ‘s-Grevenhoef · Groot Hell · Groenlo · Groesbeek · Huis te Groesbeek · Grunsfoort · Gulden Spijker · Hackfort · Hackforts Veenhuis · Hagen · Hagevoort · Hamerden · Hanepol · Harreveld · Harslo · Hassink · Het Haveke · Hedel · Heeckeren · De Heegh · Hees · De Heest · Hellouw · Hemmen · Hernen · Motte van Hernen · Heumen · Heusden · Hoekelum · Hoekenburg · De Hoeve · De Hof · Hof d'Ooy · Hof van Arkel · Huis het Holt · Holthuis · Het Holtslag · Ter Horst · Houberg · St. Hubertus · Huissen · Hulhuizen · Hulkestein · Hulsen · Hunneschans bij De Duno · Hunneschans bij Uddel · Jonker Bloo · 't Joppe · De Kamp · Karssenberg · Kemnade · Keppel · Kermestein · Kernhem · Kervel · Kiefskamp · De Kinkelenburg · Klein Enghuizen · Kleverburg · Kortenhoeve · Laag Helbergen · Lakenburg · Landfort · Langen · Latenstein · De Lathmer · Lathum · Ter Lede · Leegpoel · Leemcuyl · Leeuwen · Leeuwenbergh · Lensenburg · Lent · Leur · Leuvenum · Leyenburg · Lichtenvoorde · Lievenstein · Loenen · Loevestein · Loil · Loowaard · Luynhorst · Hof te Maasbommel · Magerhorst · Malburgen · Malderburcht · Malsen · Manhorst · Marhulsen · De Marsch · Marveld · Mathena · Maurik · Medel · Medestein · 't Medler · Meinerswijk · De Mellard · Mensink · Mergelp · Meteren · 't Meyerink · Middachten · Millingen · Mussenberg · Nagelhorst · Nederhagen · Nederhemert · Neerijnen · Huis Neerijnen · De Nesch · Nettelhorst · Nieuwe Blokhuis ·  Nijburg · Nijenbeek · Old Putten · Notenstein · Nye Huis · Olde Spijker · Oldenaller · Oldenhof (Driel) · Oldenhof (Heteren) · De Ooij · Oolde · Oud Oolde · Oosterhout · Ophemert · Opijnen · Oud Ampsen · Oude Blokhuis · Het Oude Loo · Oude Voorst · Oudenborch · Oud-Wisch · Huis te Overasselt · Overeng · Overhagen · Overlaar · 't Oye · Palmestein · De Parck · Persingen · Plekenpol · Ploen · Pluimenburg · Poederoijen · Poelwijck · Poelwijk · De Pol (Dreumel) · Huis de Poll (Huis te Gietelo) · De Poll (Huissen) · Pollenbering · Pollenstein · Puttenstein · Het Raasink · Ravenhorst · De Rees · Ressen · Reuversweerd · Reygersfoort · Rhijnestein · Huis Rijswijk · Rode Toren · Roode Wald · Rosande · Rosendael · Rossum · Rumpt · Ruurlo · Rijsselt · Schadewijk · Schaffelaar · Scherpenzeel · Schoonbroek · Schoonderbeek · Schoonenburg · Schuilenburg · Schuilkerke · Hof te Seelbeek · Sevenaer I · Sevenaer II · Sinderen (Oude IJsselstreek) · Sinderen (Voorst) · Slangenburg · Sleeburg · Slimsijp · De Snor · Soelen · Spaansweerd · Spaldorp · Spijk · Staverden · Sterkenburg · Swanepol · Tarthorst · Teisterbant (Kerk-Avezaath) · Teisterbant (Kerkdriel) · Ter Dicke · Tolhuis · Tolhuis (Tiel) · Tollenburg · Tongerlo · Toren van Wely · Tuil · Ubbergen · Uilenburg (Ewijk) · Uilenburg (Heteren) · Ulenpas · Ulft · Upladen · Valburg · Valkhofburcht · Valkhofpalts · Vanenburg · Varik · Hof te Varsseveld · 't Velde · Velhorst · Verwolde · Vierakker · De Voorst · Voorstonden · Vorden · Vosbergen · Vredenburg · Vredestein (Driel) · Vredestein (Ravenswaaij) · Vuren · Waardenburg · Waddestein · Wadenoijen · Waede · Wageningen · Walfort · 't Waliën · De Wardt · Watergoor · Watermeerwijk · Wayenstein (Huis te Herwijnen) · Well (Huis van Malsen) · Weijenrade · Westenburg · Westerholt · Weurt · De Wiersse · Wijenburg (Echteld) · De Wildenborch · De Wildt · Wilp · Wilperhorst · Winssen · Wisch · Wychen · Wolfswaard · Woolbeek · Yrst · IJzendoorn · Zeeland · Zilveren Spijker · Zuilichem · Zwaluwenburg · Zwanenburg (Heerde) · Zwanenburg (Megchelen)